# Kodes (rappeur)
Pour les articles homonymes, voir Kodes.
Kodes anciennement connu sous le nom de Desko, de son vrai nom Gaël Mardaye né le 19 décembre 1997  à Le Lamentin (Martinique), est un rappeur français ayant grandi à Évry.

## Biographie
Gaël Mardaye naît à Le Lamentin en Martinique. Il grandit à Évry, dans le bâtiment 7, avec d'autres artistes dont Koba LaD, Bolémvn et Shotas,. Il commence à écrire ses premiers textes de rap à l’âge de 12 ans. En 2015, à 17 ans, alors qu’il suit une formation en maçonnerie, il est repéré par le producteur Dawala et signe avec le label Wati B,.

### Carrière

#### Mafia Spartiate (2014-2018)
En 2014, il publie l’un de ses premiers titres, M.S 13, avec son groupe Mafia Spartiate, qu’il forme avec 2szé,. Le groupe gagne en notoriété avec le morceau Guap en collaboration avec Zola, ainsi qu'avec 7 vies là, en featuring avec Koba LaD et Bolémvn. Parallèlement, Kodes gagne en popularité avec sa série de morceaux intitulée Méchant, qui contribue à renforcer sa notoriété,.

#### La B,Avoir & êtreetNo Cap, Vol 1(2020)
Le 24 janvier 2020, Kodes publie son premier projet solo, intitulé La B, qui se compose de 7 titres solo.
Le 16 avril 2021, Kodes sort son album Avoir & être, composé de 18 morceaux. Le titre Ghini Ghini, en collaboration avec Zola, se distingue comme l’un des morceaux phares du projet,. Lors de sa première semaine de vente, l'album enregistre 1 693 copies écoulées.
Le 3 février 2023, Kodes publie son deuxième album, No Cap, vol. 1, composé de 17 titres, dont un titre bonus et sept collaborations,. Parmi les artistes invités figurent notamment Kerchak, Green Montana et Leto. Le projet s’écoulera à 1 619 ventes en première semaine d’exploitation

## Discographie

### Apparitions
2019 :
- Cheu-B avec Leto, Kodes, Cinco & 100 Blaze - Ultimate Trap
- Key Largo - Méchamment Cru (sur l'album 500 Key)

2020 :
- Cheu-B - Mabe Gang (sur l'album WTSKL, Vol.2)
- Tiitof - Quartier (sur l'album Tout à gagner)
- Seven Binks - Code La B du 7 (sur l'album 7 Binks)

2021 :
- Moha K - Ce soir (sur l'album Dernier Souffle)
- Dj Kayz - Babygirl (sur l'album En équipe)

2022 :
- Rapi Sati - Rôle & G-Shock
- Seven Binks avec Koba LaD, Bolémvn, Keusty, Shotas, Kodes, Chicaille Argenté & 2zé - 7 Uzi (sur l'album Monument)
- Fumez the Engineer - Kodes x Fumez The Engineer - Plugged in
- Binks Beatz avec Kodes & Mister V - Boulimique (sur l'album Drip Music 2)
- Prototype avec Kodes & Liim's - Slidy #2
- Keta avec Sacky & Kodes - Nik Ommok (sur l'album Error 442)

2023 :
- Le Will & Deuspi - Truc (sur l'album Veyron)
- Brk - Shooter #7 (sur la mixtape Top Boy, Vol 2)
- Kodes & Luv Resval - Peter Parker (sur l'album Ici C'est La Street)
- Chicaille Argenté avec Bolévmn & Kodes - Dehors (sur l'album Reset)

2024 : 
- Trafiquinte - On vit (sur la mixtape La Parole Volume 1)
- ZT Elsinky - Snowfall (sur l'album Street mélodie)

## Revenus financiers
Dans une interview de 2023, Kodes dit gagner « Entre 15 000 et 20 000 euros. » par mois,.